# 하드코어 펑크
하드코어 펑크(hardcore punk)는 펑크 록의 하위 장르로 1970년대 후반 미국에서 생겨났다. 1970년대 중후반에 기존 펑크 록 밴드들이 해체하거나 다른 장르로 변화를 꾀하면서 남은 밴드들은 언더그라운드에서 활동을 하기 시작했고 더욱 과격(hardcore)해졌다.
하드코어 펑크의 사운드는 1970년대 펑크 록보다 두텁고, 무겁고, 빠르다. 이 장르의 노래들은 대부분 짧고 시끄러우며 격렬하다는 특징을 갖는다.
블랙 플랙, 마이너 스렛, 배드 브레인스 등 이 세 밴드가 하드코어 펑크를 대표한다고 할 수 있다.

## 같이 보기
- D-beat - 하드코어 펑크가 발전된 형태.